# رحلة آيروفلوت رقم 7841
رحلة آيروفلوت رقم 7841 كانت رحلة ركاب داخلية مجدولة بين مينسك ولينينغراد في الاتحاد السوفيتي، باستخدام طائرة توبوليف تو-134 إيه. في الأول من فبراير 1985، تعرضت الطائرة لعطل مزدوج في المحركين مباشرة بعد الإقلاع، مما أجبر الطيارين على إجراء هبوط اضطراري في غابة. أسفر الحادث عن وفاة 58 شخصًا من بين 80 كانوا على متن الطائرة، فيما نجا 22 آخرون، بينهم ثلاثة من أفراد الطاقم. ويُعزى سبب العطل إلى دخول الجليد في المحركات.

## الطائرة
كانت الطائرة من طراز توبوليف تو-134 إيه، برقم التسجيل CCCP-65910، وقد صُنعت في 11 مايو 1982، وكانت قد أكملت 448 دورة طيران قبل الحادث، حيث دخلت الخدمة في 8 يونيو 1982.

## التحطم
بعد ست ثوانٍ من الإقلاع، وعلى ارتفاع 35 مترًا وسرعة 325 كم/ساعة، حدث فقدان مفاجئ في قوة المحرك الأيسر، مصحوبًا بأصوات غير طبيعية وانخفاض في درجة حرارة غازات العادم. قام الطياران بتسوية أجنحة الطائرة واستمروا في الصعود، وأبلغ الطيار المساعد برج المراقبة عن عطل المحرك وطلب العودة الفورية إلى المطار. بعد 65 ثانية من الإقلاع، وبعد سماع صوت عالي آخر، أظهر إنذار الاهتزاز المفرط وجود مشكلة في المحرك الأيمن، وتبعه فشل المحرك الأيمن عندما كانت الطائرة على ارتفاع 240 مترًا.
حاول القبطان الحفاظ على السرعة والسيطرة بوضع الطائرة في هبوط طفيف بسرعة رأسية تبلغ 7 أمتار في الثانية. خرجت الطائرة من طبقة الغيوم المنخفضة باتجاه غابة تحتوي على أشجار يصل ارتفاع بعضها إلى 30 مترًا. عند ارتفاع 22 مترًا، بدأت الطائرة تصطدم بأعلى قمم الأشجار. تعرضت الطائرة لأضرار جسيمة عند وصولها إلى الأرض، حيث اندلعت النيران في معظمها ما عدا الجزء الخلفي.
أسفر الحادث عن مقتل 58 من ركاب وطاقم الطائرة، بينما نجا 22 شخصًا منهم بإصابات، من بينهم الطياران. تم العثور على موقع الحادث على بعد 10 كيلومترات شرق مطار مينسك الوطني، ووصلت فرق الإنقاذ إليه بعد ثلاث ساعات.

## التحقيق
خلص التحقيق إلى أن المحركين تعرضا للفشل بسبب دخول الجليد، مما أدى إلى توقف ضاغط الهواء، وتدمير الضواغط، وارتفاع درجة حرارة شفرات التوربين. ونظرًا للأضرار الكبيرة التي لحقت بالطائرة والمحركات، لم يتمكن المحققون من تحديد مصدر الجليد.